# Peteroma
Peteroma é um gênero de traça pertencente à família Arctiidae.